# Euryphura albimargo
Euryphura albimargo är en fjärilsart som beskrevs av James John Joicey och Talbot 1921. Euryphura albimargo ingår i släktet Euryphura och familjen praktfjärilar. Inga underarter finns listade i Catalogue of Life.